# 角宿二
角宿二 (ζ Vir / 室女座ζ)，中国古称李，是室女座第六亮星，距离地球约74光年。它有一个不常用的英文名Heze，词源不明。在中国古星名中，它是苍龙的角的第二星。
角宿二是一颗白主序星，视星等为+3.37，光谱型为A3V。其光度为太阳的18倍，质量为太阳的2倍，表面温度约8400K。角宿二自转极快，其自转周期小于0.5天。